# Динвидди, Спенсер
Спенсер Динвидди (англ. Spencer Dinwiddie; род. 6 апреля 1993 года в Лос-Анджелесе, Калифорния) — американский баскетболист, выступающий за клуб НБА «Даллас Маверикс». Играет на позиции разыгрывающего защитника . Выступал за команду университета Колорадо в Боулдере в студенческом баскетболе. Был выбран во втором раунде под общим тридцать восьмым номером на драфте НБА 2014 года.

## Профессиональная карьера

### Детройт Пистонс (2014—2016)
26 июня 2014 года Спенсер Динвидди был выбран на драфте НБА 2014 года под общим 38-м номером командой «Детройт Пистонс». 21 июля 2014 года он подписал контракт с «Пистонс». 29 октября Спенсер дебютировал в НБА в матче против «Денвер Наггетс»: за семь минут игрового времени он отдал одну передачу. 20 февраля 2015 года Динвидди в матче против «Чикаго Буллз» в первый раз в карьере вышел в стартовой пятерке, он впервые набрал 12 очков в одном матче и отдал 9 передач. 25 февраля 2015 года в матче против «Вашингтон Уизардс» Спенсер Динвидди установил новый свой рекорд результативности из 20 очков и отдал 8 передач, поскольку стартовый разыгрывающий «Пистонс» Реджи Джексон провёл последние 13 минут матча на скамейке запасных. 21 марта 2015 в матче против «Чикаго Буллз» Динвидди впервые в карьере сделал дабл-дабл из 10 очков и 10 передач.
Во время выступления за «Детройт Пистонс» в сезонах 2014/2015 и 2015/2016 игрок выступал за команду лиги развития НБА «Гранд-Рапидс Драйв».
17 июня 2016 года Спенсер Динвидди был обменян в «Чикаго Буллз» на Кэмерона Бэйрстоу. 7 июля 2017 года он был отчислен из «Буллз». 28 июля Спенсер заключил контракт с клубом из Чикаго, который вновь его отчислил 21 октября после пяти предсезонных матчей.

### Винди-Сити Буллз (2016)
30 октября 2016 года Динвидди был подписан «Винди-Сити Буллз» в лиге развития НБА в качестве аффилированного игрока «Чикаго Буллз». За «Винди-Сити» Спенсер провел 9 матчей, в которых в среднем набирал 19,4 очка и отдавал 8,1 передачи.

### Бруклин Нетс (2016—2021)
8 декабря 2016 года Спенсер Динвидди подписал контракт с «Бруклин Нетс». Двумя днями позже он дебютировал за «Нетс» в проигранном матче против «Сан-Антонио Спёрс». За 10 минут игрового времени со скамейки запасных Спенсер набрал 10 очков, отдал 2 передачи.
25 октября 2017 года в поединке против «Кливленд Кавальерс» Спенсер обновил свой рекорд результативности в НБА в одном матче, который теперь составляет 22 очка. 29 октября 2017 года в матче против «Денвер Наггетс» он вновь набрал 22 очка и повторил свой рекорд результативности.
Спенсер Динвидди был приглашен участвовать в конкурсе умений 2018 года. В финале конкурса он оказался быстрее Лаури Маркканена и стал его победителем.
12 декабря 2018 года набрал рекордные в карьере 39 очков, выйдя со скамейки в матче против «Филадельфии» (127-124). На следующий день продлил контракт с «Нетс» на три года на сумму 34 млн долларов. 26 декабря 2018 года набрал 37 очков и сделал 11 передач в матче против «Шарлотт Хорнетс» (134-132 2ОТ). Это была третья для Динвидди игра в сезоне за «Нетс», в которой он набрал 30 очков, выйдя со скамейки, тем самым он повторил рекорд клуба, который был установлен в сезоне 1980/81 Клиффом Робинсоном. 16 января 2019 года набрал 25 очков в четвёртой четверти и овертайме (всего за матч — 33 очка) и принёс «Бруклину» победу над «Хьюстон Рокетс» (145-142).

### Вашингтон Уизардс (2021—2022)
6 августа 2021 года Динвидди стал игроком «Вашингтон Уизардс» по средством подписания и обмена из «Бруклина» в сделке с участием пяти команд.

### Даллас Маверикс (2022—2023)
10 февраля 2022 года Динвидди вместе с Дависом Бертансом был обменян в «Даллас Маверикс» на Кристапса Порзингиса и защищенный выбор второго раунда драфта 2022 года. 5 марта Динвидди набрал 36 очков в матче с «Сакраменто Кингз».

### Бруклин Нетс (2023—2024)
6 февраля 2023 года Спенсер Динвидди, Дориан Финни-Смит, незащищенный выбор первого раунда драфта 2029 года и два выбора второго раунда драфта 2027 и 2029 годов были обменяны в «Бруклин Нетс» на Кайри Ирвинга и Маркиффа Морриса.
8 февраля 2024 года Динвидди был обменян в «Торонто Рэпторс» на Денниса Шредера и Таддеуса Янга. После обмена он был отчислен «Торонто».

### Лос-Анджелес Лейкерс (2024)
10 февраля 2024 года Динвидди подписал контракт с «Лос-Анджелес Лейкерс» до конца сезона. 24 марта 2024 года Динвидди набрал 26 очков, а также два подбора и пять передач в матче с «Индианой Пэйсерс».

### Возвращение в Даллас (2024—настоящее время)
3 августа 2024 года Динвидди вернулся в «Даллас Маверикс».

## Выступления за сборную
В 2013 году был включён в студенческую сборную США на летней Универсиаде в Казани. Сборная США под руководством Боба Маккиллопа заняла в своей группе третье место после Канады и Австралии и не вышла в плей-офф. В утешительном турнире американцы выиграли три матча и заняли в итоге 9-е место. 20-летний Динвидди в среднем за игру набирал 7,9 очка, делал 5,5 передачи, 2,6 подбора и 1,5 перехвата. Кроме Динвидди в составе сборной США были такие будущие игроки НБА как Дуг Макдермотт, Кори Джефферсон, Йоги Феррелл, Шон Килпатрик, Тревеон Грэм.

## Статистика

### Статистика в НБА
| Сезон                                                                                    | Команда   | Регулярный сезон | Регулярный сезон | Регулярный сезон | Регулярный сезон | Регулярный сезон | Регулярный сезон | Регулярный сезон | Регулярный сезон | Регулярный сезон | Регулярный сезон | Регулярный сезон | Серия плей-офф | Серия плей-офф | Серия плей-офф | Серия плей-офф | Серия плей-офф | Серия плей-офф | Серия плей-офф | Серия плей-офф | Серия плей-офф | Серия плей-офф | Серия плей-офф |
| Сезон                                                                                    | Команда   | GP               | GS               | MPG              | FG%              | 3P%              | FT%              | RPG              | APG              | SPG              | BPG              | PPG              | GP             | GS             | MPG            | FG%            | 3P%            | FT%            | RPG            | APG            | SPG            | BPG            | PPG            |
| ---------------------------------------------------------------------------------------- | --------- | ---------------- | ---------------- | ---------------- | ---------------- | ---------------- | ---------------- | ---------------- | ---------------- | ---------------- | ---------------- | ---------------- | -------------- | -------------- | -------------- | -------------- | -------------- | -------------- | -------------- | -------------- | -------------- | -------------- | -------------- |
| 2014/15                                                                                  | Детройт   | 34               | 1                | 13,4             | 30,2             | 18,5             | 91,2             | 1,4              | 3,1              | 0,6              | 0,2              | 4,3              | Не участвовал  | Не участвовал  | Не участвовал  | Не участвовал  | Не участвовал  | Не участвовал  | Не участвовал  | Не участвовал  | Не участвовал  | Не участвовал  | Не участвовал  |
| 2015/16                                                                                  | Детройт   | 12               | 0                | 13,3             | 35,2             | 10,0             | 57,6             | 1,4              | 1,8              | 0,3              | 0,0              | 4,8              | 1              | 0              | 1,7            | 100,0          | -              | -              | 0,0            | 1,0            | 0,0            | 0,0            | 2,0            |
| 2016/17                                                                                  | Бруклин   | 59               | 18               | 22,6             | 44,4             | 37,6             | 79,2             | 2,8              | 3,1              | 0,7              | 0,4              | 7,3              | Не участвовал  | Не участвовал  | Не участвовал  | Не участвовал  | Не участвовал  | Не участвовал  | Не участвовал  | Не участвовал  | Не участвовал  | Не участвовал  | Не участвовал  |
| 2017/18                                                                                  | Бруклин   | 80               | 58               | 28,8             | 38,7             | 32,6             | 81,3             | 3,2              | 6,6              | 0,9              | 0,3              | 12,6             | Не участвовал  | Не участвовал  | Не участвовал  | Не участвовал  | Не участвовал  | Не участвовал  | Не участвовал  | Не участвовал  | Не участвовал  | Не участвовал  | Не участвовал  |
| 2018/19                                                                                  | Бруклин   | 68               | 4                | 28,1             | 44,2             | 33,5             | 80,6             | 2,4              | 4,6              | 0,6              | 0,3              | 16,8             | 5              | 0              | 26,3           | 43,5           | 37,5           | 71,4           | 2,6            | 1,6            | 0,4            | 0,0            | 14,6           |
| 2019/20                                                                                  | Бруклин   | 64               | 49               | 31,2             | 41,5             | 30,8             | 77,8             | 3,5              | 6,8              | 0,6              | 0,3              | 20,6             | Не участвовал  | Не участвовал  | Не участвовал  | Не участвовал  | Не участвовал  | Не участвовал  | Не участвовал  | Не участвовал  | Не участвовал  | Не участвовал  | Не участвовал  |
| 2020/21                                                                                  | Бруклин   | 3                | 3                | 21,4             | 37,5             | 28,6             | 100,0            | 4,3              | 3,0              | 0,7              | 0,3              | 6,7              | Не участвовал  | Не участвовал  | Не участвовал  | Не участвовал  | Не участвовал  | Не участвовал  | Не участвовал  | Не участвовал  | Не участвовал  | Не участвовал  | Не участвовал  |
| 2021/22                                                                                  | Вашингтон | 44               | 44               | 30,2             | 37,6             | 31,0             | 81,1             | 4,7              | 5,8              | 0,6              | 0,2              | 12,6             | Не участвовал  | Не участвовал  | Не участвовал  | Не участвовал  | Не участвовал  | Не участвовал  | Не участвовал  | Не участвовал  | Не участвовал  | Не участвовал  | Не участвовал  |
| 2021/22                                                                                  | Даллас    | 23               | 7                | 28,3             | 49,8             | 40,4             | 72,5             | 3,1              | 3,9              | 0,7              | 0,3              | 15,8             | 18             | 3              | 27,8           | 41,7           | 41,7           | 82,1           | 2,4            | 3,6            | 0,8            | 0,3            | 14,2           |
| 2022/23                                                                                  | Даллас    | 53               | 53               | 34,1             | 45,5             | 40,5             | 82,1             | 3,1              | 5,3              | 0,7              | 0,3              | 17,7             | Не участвовал  | Не участвовал  | Не участвовал  | Не участвовал  | Не участвовал  | Не участвовал  | Не участвовал  | Не участвовал  | Не участвовал  | Не участвовал  | Не участвовал  |
| 2022/23                                                                                  | Бруклин   | 26               | 26               | 35,3             | 40,4             | 28,9             | 79,7             | 4,1              | 9,1              | 1,1              | 0,3              | 16,5             | 4              | 4              | 39,9           | 43,1           | 38,9           | 68,2           | 3,3            | 6,5            | 1,3            | 0,3            | 16,5           |
| 2023/24                                                                                  | Бруклин   | 48               | 48               | 30,7             | 39,1             | 32,0             | 78,1             | 3,3              | 6,0              | 0,8              | 0,2              | 12,6             | Не участвовал  | Не участвовал  | Не участвовал  | Не участвовал  | Не участвовал  | Не участвовал  | Не участвовал  | Не участвовал  | Не участвовал  | Не участвовал  | Не участвовал  |
| 2023/24                                                                                  | Лейкерс   | 28               | 4                | 24,2             | 39,7             | 38,9             | 88,0             | 1,7              | 2,4              | 0,5              | 0,5              | 6,8              | 5              | 0              | 14,6           | 35,7           | 25,0           | 50,0           | 1,4            | 1,6            | 0,4            | 0,2            | 3,0            |
|                                                                                          | Всего     | 542              | 315              | 27,8             | 41,4             | 33,3             | 79,6             | 3,0              | 5,2              | 0,7              | 0,3              | 13,3             | 33             | 7              | 26,3           | 42,2           | 39,7           | 76,1           | 2,3            | 3,3            | 0,7            | 0,2            | 12,5           |
| Наведите курсор мыши на аббревиатуры в заголовке таблицы, чтобы прочесть их расшифровку. |           |                  |                  |                  |                  |                  |                  |                  |                  |                  |                  |                  |                |                |                |                |                |                |                |                |                |                |                |

### Статистика в Джи-Лиге
| Сезон                                                                                    | Команда            | Регулярный сезон | Регулярный сезон | Регулярный сезон | Регулярный сезон | Регулярный сезон | Регулярный сезон | Регулярный сезон | Регулярный сезон | Регулярный сезон | Регулярный сезон | Регулярный сезон | Серия плей-офф | Серия плей-офф | Серия плей-офф | Серия плей-офф | Серия плей-офф | Серия плей-офф | Серия плей-офф | Серия плей-офф | Серия плей-офф | Серия плей-офф | Серия плей-офф |
| Сезон                                                                                    | Команда            | GP               | GS               | MPG              | FG%              | 3P%              | FT%              | RPG              | APG              | SPG              | BPG              | PPG              | GP             | GS             | MPG            | FG%            | 3P%            | FT%            | RPG            | APG            | SPG            | BPG            | PPG            |
| ---------------------------------------------------------------------------------------- | ------------------ | ---------------- | ---------------- | ---------------- | ---------------- | ---------------- | ---------------- | ---------------- | ---------------- | ---------------- | ---------------- | ---------------- | -------------- | -------------- | -------------- | -------------- | -------------- | -------------- | -------------- | -------------- | -------------- | -------------- | -------------- |
| 2014/15                                                                                  | Гранд-Рапидс Драйв | 7                | 7                | 29,8             | 39,0             | 35,5             | 90,9             | 3,4              | 5,4              | 0,7              | 0,1              | 13,0             | Не участвовал  | Не участвовал  | Не участвовал  | Не участвовал  | Не участвовал  | Не участвовал  | Не участвовал  | Не участвовал  | Не участвовал  | Не участвовал  | Не участвовал  |
| 2015/16                                                                                  | Гранд-Рапидс Драйв | 13               | 11               | 33,7             | 42,1             | 34,0             | 86,9             | 3,5              | 6,0              | 2,2              | 0,7              | 14,7             | Не участвовал  | Не участвовал  | Не участвовал  | Не участвовал  | Не участвовал  | Не участвовал  | Не участвовал  | Не участвовал  | Не участвовал  | Не участвовал  | Не участвовал  |
| 2016/17                                                                                  | Винди-Сити Буллз   | 9                | 9                | 37,4             | 47,9             | 41,4             | 80,3             | 3,7              | 8,1              | 2,2              | 0,6              | 19,4             | Не участвовал  | Не участвовал  | Не участвовал  | Не участвовал  | Не участвовал  | Не участвовал  | Не участвовал  | Не участвовал  | Не участвовал  | Не участвовал  | Не участвовал  |
|                                                                                          | Всего              | 29               | 27               | 33,9             | 43,4             | 36,4             | 84,7             | 3,5              | 6,5              | 1,8              | 0,5              | 15,8             | Не участвовал  | Не участвовал  | Не участвовал  | Не участвовал  | Не участвовал  | Не участвовал  | Не участвовал  | Не участвовал  | Не участвовал  | Не участвовал  | Не участвовал  |
| Наведите курсор мыши на аббревиатуры в заголовке таблицы, чтобы прочесть их расшифровку. |                    |                  |                  |                  |                  |                  |                  |                  |                  |                  |                  |                  |                |                |                |                |                |                |                |                |                |                |                |

### Статистика в NCAA
| Сезон | Команда  | Conf   | Class | GP | GS | MPG  | FG%  | 3P%  | FT%  | RPG | APG | SPG | BPG | PPG  |
| --- | -------- | ------ | ----- | -- | -- | ---- | ---- | ---- | ---- | --- | --- | --- | --- | ---- |
| 2011/12 | Колорадо | Pac-12 | FR    | 36 | 36 | 27,4 | 40,2 | 43,8 | 81,6 | 3,6 | 1,8 | 0,8 | 0,3 | 10,0 |
| 2012/13 | Колорадо | Pac-12 | SO    | 33 | 33 | 32,5 | 41,5 | 33,8 | 82,5 | 3,2 | 3,0 | 1,3 | 0,5 | 15,3 |
| 2013/14 | Колорадо | Pac-12 | JR    | 17 | 17 | 31,1 | 46,6 | 41,3 | 85,7 | 3,1 | 3,8 | 1,5 | 0,2 | 14,7 |
| Всего | Всего    | Всего  | Всего | 86 | 86 | 30,1 | 42,0 | 38,6 | 83,0 | 3,3 | 2,6 | 1,1 | 0,3 | 13,0 |
| Наведите курсор мыши на аббревиатуры в заголовке таблицы, чтобы прочесть их расшифровку Статистика приведена с сайта sports-reference.com |          |        |       |    |    |      |      |      |      |     |     |     |     |      |